# Frank Theys
Pour les articles homonymes, voir Theys.
Frank Theys, né en 1963 à Uccle (Belgique), est un cinéaste et artiste plasticien belge.

## Biographie
Le MOMA à New York, le Centre national de la cinématographie à Paris, le SMAK à Gand et le Museum for the Moving Image à New York présentent dans leurs collections des installations vidéo et interactives de films expérimentaux, de documentaires et de représentations théâtrales de Frank Theys. 
En 2006, Theys, avec la collaboration de Michel Bauwens, a réalisé TechnoCalyps (en), un documentaire en trois volets sur le transhumanisme.
Frank Theys vit à Bruxelles et à Amsterdam.